# Comuna Luhî, Rahău
Luhî (în ucraineană Луги) este o comună în raionul Rahău, regiunea Transcarpatia, Ucraina, formată din satele Hoverla și Luhî (reședința).

## Demografie
Componența lingvistică a comunei Luhî
     Ucraineană (99,14%)
     Alte limbi (0,86%)
Conform recensământului din 2001, majoritatea populației comunei Luhî era vorbitoare de ucraineană (99,14%), existând în minoritate și vorbitori de alte limbi.